# الحصبين (المضاربة والعارة)

تعديل مصدري - تعديل

الحصبين هي إحدى قرى عزلة المضاربة بمديرية المضاربة والعارة التابعة لمحافظة لحج، بلغ تعداد سكانها 134 نسمة حسب تعداد اليمن لعام 2004.